# Diego Laxalt
Diego Sebastián Laxalt Suárez (Montevideo, 7 febbraio 1993) è un calciatore uruguaiano, difensore o centrocampista, svincolato.

## Caratteristiche tecniche
Di piede mancino, gioca prevalentemente come esterno sinistro di centrocampo, ma all'occorrenza può ricoprire i ruoli di terzino o di ala, o anche di mezzala. Tra le sue migliori qualità ci sono l'accelerazione e la resistenza. Si distingue per grinta e doti atletiche.

## Carriera

### Club

#### Defensor
Il 1º settembre 2012 esordisce con la maglia del Defensor nella vittoria per 4-0 contro il Montevideo Wanderers. Il 24 febbraio 2013, dopo aver partecipato al Campionato sudamericano di calcio Under-20 2013, torna in campo con la maglia della Violeta nella trasferta contro il Nacional, che proprio grazie al suo gol, all'11', il Defensor batte per 1-0. Conclude la sua prima esperienza calcistica con 15 presenze e un gol realizzato.

#### Inter e prestiti a Bologna ed Empoli
L'Inter lo opziona nel mese di gennaio del 2013, con l'acquisto che si concretizza nella sessione estiva, depositando il contratto il 30 luglio. Il nuovo allenatore dell'Inter, Walter Mazzarri, non lo convoca nel ritiro precampionato, in quanto impegnato con l'Uruguay nel Mondiale Under-20 in Turchia. Viene successivamente convocato per la tournée USA in preparazione al campionato.
Il 21 agosto 2013 si trasferisce in prestito con diritto di riscatto sulla compartecipazione al Bologna, nell'ambito dell'operazione che porta Saphir Taïder in compartecipazione all'Inter. Il 25 settembre 2013 fa il suo esordio alla quinta giornata di campionato contro il Milan realizzando una doppietta che porta i bolognesi sul momentaneo 2-1 partita poi terminata 3-3 grazie alla rimonta degli avversari. A fine stagione, dopo 15 presenze e 2 gol con la maglia del Bologna, fa ritorno all'Inter.
Il 13 agosto 2014 si trasferisce in prestito, con diritto di riscatto e opzione di controriscatto a favore dei nerazzurri, all'Empoli, neopromossa in Serie A. Esordisce il 24 agosto successivo nella vittoria, per 3-0, nel terzo turno di Coppa Italia contro L'Aquila. Gioca la sua prima partita, in Serie A con la maglia degli azzurri, il 9 novembre 2014 in occasione della vittoria casalinga, per 2-1, contro la Lazio. Segna la prima rete, con la maglia dell'Empoli, il 3 dicembre 2014 in occasione del quarto turno di Coppa Italia, vinto per 2-0, contro il Genoa.

#### Genoa
Il 30 gennaio 2015 conclude il prestito con l'Empoli, con un totale di 7 presenze e 1 rete; successivamente viene ceduto al Genoa, in prestito per 18 mesi a 500.000 euro con diritto di riscatto a favore del Genoa fissato a 2,5 milioni di euro, e diritto di controriscatto a favore dell'Inter. L'esordio, con la maglia rossoblù, arriva il 15 febbraio successivo in occasione della vittoria casalinga, per 5-2, contro il Verona. Conclude la prima stagione con la maglia del Grifone con un bottino di 8 presenze.
Il 28 ottobre 2015 mette a segno le prime due reti in maglia rossoblù in occasione della trasferta pareggiata, per 3-3, contro il Torino. Conclude la sua seconda stagione con la maglia del Genoa con un totale di 36 presenze e 3 reti risultando essere il giocatore più utilizzato nell'arco della stagione. A luglio del 2016 viene riscattato dal club ligure per la cifra di 4 milioni di euro.
Il 26 agosto 2017, alla sua sesta stagione in Italia, disputa la sua centesima partita in Serie A in occasione della sconfitta casalinga per 2-4 contro la Juventus. Il 5 febbraio 2018 disputa invece la sua centesima partita con la maglia del Genoa, in occasione della vittoria esterna, per 2-1, contro la Lazio. Chiude la stagione con 32 presenze e 3 gol.

#### Milan e prestiti a Torino e Celtic
Il 17 agosto 2018 si trasferisce a titolo definitivo al Milan. L'esordio in rossonero, da subentrante, risale al 25 agosto successivo, in occasione della trasferta persa per 3-2 contro il Napoli. L'esordio in rossonero da titolare avviene nella partita di Europa League vinta per 1-0 in trasferta contro il Dudelange.
Il 31 agosto 2019 passa in prestito con diritto di riscatto al Torino. Esordisce in granata il 1º settembre 2019 in occasione della vittoria esterna contro l'Atalanta sul neutro di Parma. Il 31 gennaio 2020 Milan e Torino si accordano per risolvere anticipatamente il prestito e Laxalt fa quindi ritorno in rossonero.
Il 5 ottobre 2020 passa in prestito al Celtic. Con la squadra scozzese, il 20 dicembre 2020, si aggiudica il suo primo trofeo in carriera, la Coppa di Scozia, vinta per 4-3 ai calci di rigore contro l’Hearts.

#### Dinamo Mosca
Rientrato al Milan, il 22 giugno 2021 si trasferisce per 3,5 milioni di euro alla Dinamo Mosca con un contratto valido fino al 2024 e uno stipendio netto di 4 milioni di euro all'anno. Esordisce il 23 luglio seguente, nella partita di campionato vinta contro il Rostov.

### Nazionale

#### Nazionale giovanile
Esordisce con la maglia della Celeste nel campionato sudamericano di calcio Under-20 2013 in Argentina: il 10 gennaio scende in campo, per la prima volta, nel pareggio per 3-3 contro il Perù. Due giorni dopo arriva anche la sua prima marcatura nella competizione, segnando al 6' nella partita vinta per 3-2 contro il Brasile. Il 18 gennaio la squadra supera il girone B qualificandosi per il girone finale. Il 3 febbraio conclude la competizione giocando tutte le partite giocate dall'Uruguay e riuscendo a qualificarsi al campionato mondiale di calcio Under-20 2013 in Turchia e viene inserito nell'undici ideale della manifestazione.
Dopo aver contribuito a qualificarsi al campionato mondiale Under-20 2013, viene inserito nella lista dei convocati per la manifestazione. Esordisce il 23 giugno, da titolare, nella partita persa per 1-0 contro la Croazia; in questa partita disputa tutti i 90 minuti di gioco. La prima vittoria, nella fase a gironi, arriva durante la partita successiva, poiché l'Uruguay batte la Nuova Zelanda per 2-0: Laxalt viene sostituito all'82' dall'attaccante Gonzalo Bueno. L'Uruguay vince anche l'ultima partita della fase gironi contro l'Uzbekistan, per 4-0, successo che permette all'Uruguay di superare il turno come seconda classificata nel raggruppamento. Negli ottavi di finale l'Uruguay trova la Nigeria, che viene sconfitta con il risultato di 2-1: Laxalt gioca fino al 77º minuto, quando viene sostituito da Gonzalo Bueno. Il 6 luglio Laxalt gioca il quarto di finale contro la Spagna, partita vinta con un gol nei tempi supplementari: il centrocampista disputa tutti i 120 minuti di gioco e l'Uruguay si qualifica così alla semifinale contro l'Iraq. Il 10 luglio ottiene l'accesso alla finale contro la Francia, poiché l'Uruguay riesce a battere l'Iraq ai tiri di rigore. Il 13 luglio perde la finale ai tiri di rigore, ottenendo comunque la medaglia d'argento.

#### Nazionale maggiore
Il 7 marzo 2016 viene convocato dal CT Óscar Tabárez per le partite, valide per le qualificazioni al campionato del mondo del 2018, contro Brasile e Perù. Il 30 maggio 2016, a causa della rinuncia per infortunio di Cristian Rodríguez, viene inserito nella lista dei convocati per la Copa América Centenario. L'esordio in tale competizione però, e quindi con la stessa maglia della nazionale, non avviene, poiché per scelta tecnica il calciatore siede in panchina per tutte le partite della fase a gironi prima che i suoi compagni vengano eliminati proprio a questo stadio della competizione. L'esordio avviene il 6 ottobre 2016 in occasione della partita, valida per la qualificazione al campionato mondiale 2018, vinta per 3-0 contro il Venezuela.
Il 2 giugno 2018 viene selezionato nella lista dei 23 giocatori uruguaiani per il campionato del mondo del 2018 in Russia. Il 20 giugno esordisce contro l'Arabia Saudita entrando nel secondo tempo al posto di Cristian Rodríguez. Nelle tre sfide successive della Celeste è il terzino sinistro titolare della squadra (causa il gol del 2-0 per i sudamericani nella sfida vinta per 3-0 contro la Russia, con un tiro da fuori deviato da Denys Čeryšev). Dopo aver eliminato il Portogallo, per 2-1, agli ottavi, Laxalt e compagni escono ai quarti contro la Francia, da cui vengono battuti per 2-0.
Successivamente viene convocato per la Coppa America 2019, dove inizia come titolare, salvo poi infortunarsi alla seconda partita contro il Giappone (pareggiata per 2-2) e terminare anzitempo la competizione.

## Statistiche

### Presenze e reti nei club
Statistiche aggiornate al 5 maggio 2025.
| Stagione            | Squadra             | Campionato          | Campionato | Campionato | Coppe nazionali | Coppe nazionali | Coppe nazionali | Coppe continentali | Coppe continentali | Coppe continentali | Altre coppe | Altre coppe | Altre coppe | Totale | Totale |
| Stagione            | Squadra             | Comp                | Pres       | Reti       | Comp            | Pres            | Reti            | Comp               | Pres               | Reti               | Comp        | Pres        | Reti        | Pres   | Reti   |
| ------------------- | ------------------- | ------------------- | ---------- | ---------- | --------------- | --------------- | --------------- | ------------------ | ------------------ | ------------------ | ----------- | ----------- | ----------- | ------ | ------ |
| 2012-2013           | Defensor            | PD                  | 15         | 1          | -               | -               | -               | CL                 | 0                  | 0                  | -           | -           | -           | 15     | 1      |
| 2013-2014           | Bologna             | A                   | 15         | 2          | CI              | 0               | 0               | -                  | -                  | -                  | -           | -           | -           | 15     | 2      |
| 2014-gen. 2015      | Empoli              | A                   | 4          | 0          | CI              | 3               | 1               | -                  | -                  | -                  | -           | -           | -           | 7      | 1      |
| gen.-giu. 2015      | Genoa               | A                   | 8          | 0          | CI              | 0               | 0               | -                  | -                  | -                  | -           | -           | -           | 8      | 0      |
| 2015-2016           | Genoa               | A                   | 35         | 3          | CI              | 1               | 0               | -                  | -                  | -                  | -           | -           | -           | 36     | 3      |
| 2016-2017           | Genoa               | A                   | 36         | 1          | CI              | 3               | 0               | -                  | -                  | -                  | -           | -           | -           | 39     | 1      |
| 2017-2018           | Genoa               | A                   | 32         | 3          | CI              | 2               | 1               | -                  | -                  | -                  | -           | -           | -           | 34     | 4      |
| Totale Genoa        | Totale Genoa        | Totale Genoa        | 111        | 7          |                 | 6               | 1               |                    | -                  | -                  |             | -           | -           | 117    | 8      |
| 2018-2019           | Milan               | A                   | 20         | 0          | CI              | 4               | 0               | UEL                | 5                  | 0                  | SI          | 0           | 0           | 29     | 0      |
| 2019-gen. 2020      | Torino              | A                   | 16         | 0          | CI              | 2               | 0               | UEL                | 0                  | 0                  | -           | -           | -           | 18     | 0      |
| gen.-ago. 2020      | Milan               | A                   | 4          | 0          | CI              | 2               | 0               | -                  | -                  | -                  | -           | -           | -           | 6      | 0      |
| Totale Milan        | Totale Milan        | Totale Milan        | 24         | 0          |                 | 6               | 0               |                    | 5                  | 0                  |             | -           | -           | 35     | 0      |
| 2020-2021           | Celtic              | SP                  | 17         | 1          | SC+CdL          | 2+1             | 0               | UEL                | 6                  | 0                  | -           | -           | -           | 26     | 1      |
| 2021-2022           | Dinamo Mosca        | PL                  | 14         | 0          | KR              | 2               | 0               | -                  | -                  | -                  | -           | -           | -           | 16     | 0      |
| 2022-2023           | Dinamo Mosca        | PL                  | 9          | 0          | KR              | 5               | 0               | -                  | -                  | -                  | -           | -           | -           | 14     | 0      |
| 2023-2024           | Dinamo Mosca        | PL                  | 24         | 0          | KR              | 6               | 0               | -                  | -                  | -                  | -           | -           | -           | 30     | 0      |
| 2024-2025           | Dinamo Mosca        | PL                  | 15         | 0          | KR              | 3               | 0               | -                  | -                  | -                  | -           | -           | -           | 18     | 0      |
| Totale Dinamo Mosca | Totale Dinamo Mosca | Totale Dinamo Mosca | 62         | 0          |                 | 16              | 0               |                    | -                  | -                  |             | -           | -           | 78     | 0      |
| Totale carriera     | Totale carriera     | Totale carriera     | 264        | 11         |                 | 36              | 2               |                    | 11                 | 0                  |             | -           | -           | 311    | 13     |

### Cronologia presenze e reti in nazionale
| Cronologia completa delle presenze e delle reti in nazionale ― Uruguay | Cronologia completa delle presenze e delle reti in nazionale ― Uruguay | Cronologia completa delle presenze e delle reti in nazionale ― Uruguay | Cronologia completa delle presenze e delle reti in nazionale ― Uruguay | Cronologia completa delle presenze e delle reti in nazionale ― Uruguay | Cronologia completa delle presenze e delle reti in nazionale ― Uruguay | Cronologia completa delle presenze e delle reti in nazionale ― Uruguay | Cronologia completa delle presenze e delle reti in nazionale ― Uruguay |
| Data                                                                   | Città                                                                  | In casa                                                                | Risultato                                                              | Ospiti                                                                 | Competizione                                                           | Reti                                                                   | Note                                                                   |
| ---------------------------------------------------------------------- | ---------------------------------------------------------------------- | ---------------------------------------------------------------------- | ---------------------------------------------------------------------- | ---------------------------------------------------------------------- | ---------------------------------------------------------------------- | ---------------------------------------------------------------------- | ---------------------------------------------------------------------- |
| 6-10-2016                                                              | Montevideo                                                             | Uruguay                                                                | 3 – 0                                                                  | Venezuela                                                              | Qual. Mondiali 2018                                                    | -                                                                      | 80’                                                                    |
| 11-10-2016                                                             | Barranquilla                                                           | Colombia                                                               | 2 – 2                                                                  | Uruguay                                                                | Qual. Mondiali 2018                                                    | -                                                                      | 86’                                                                    |
| 4-6-2017                                                               | Dublino                                                                | Irlanda                                                                | 3 – 1                                                                  | Uruguay                                                                | Amichevole                                                             | -                                                                      | 46’                                                                    |
| 23-3-2018                                                              | Nanning                                                                | Uruguay                                                                | 2 – 0                                                                  | Rep. Ceca                                                              | Amichevole                                                             | -                                                                      |                                                                        |
| 26-3-2018                                                              | Nanning                                                                | Galles                                                                 | 0 – 1                                                                  | Uruguay                                                                | Amichevole                                                             | -                                                                      |                                                                        |
| 8-6-2018                                                               | Montevideo                                                             | Uruguay                                                                | 3 – 0                                                                  | Uzbekistan                                                             | Amichevole                                                             | -                                                                      | 59’                                                                    |
| 20-6-2018                                                              | Rostov                                                                 | Uruguay                                                                | 1 – 0                                                                  | Arabia Saudita                                                         | Mondiali 2018 - 1º turno                                               | -                                                                      | 59’                                                                    |
| 25-6-2018                                                              | Samara                                                                 | Uruguay                                                                | 3 – 0                                                                  | Russia                                                                 | Mondiali 2018 - 1º turno                                               | -                                                                      |                                                                        |
| 30-6-2018                                                              | Soči                                                                   | Uruguay                                                                | 2 – 1                                                                  | Portogallo                                                             | Mondiali 2018 - Ottavi di finale                                       | -                                                                      |                                                                        |
| 6-7-2018                                                               | Nižnij Novgorod                                                        | Uruguay                                                                | 0 – 2                                                                  | Francia                                                                | Mondiali 2018 - Quarti di finale                                       | -                                                                      |                                                                        |
| 8-9-2018                                                               | Houston                                                                | Messico                                                                | 1 – 4                                                                  | Uruguay                                                                | Amichevole                                                             | -                                                                      |                                                                        |
| 12-10-2018                                                             | Seul                                                                   | Corea del Sud                                                          | 2 – 1                                                                  | Uruguay                                                                | Amichevole                                                             | -                                                                      | 84’                                                                    |
| 16-10-2018                                                             | Saitama                                                                | Giappone                                                               | 4 – 3                                                                  | Uruguay                                                                | Amichevole                                                             | -                                                                      |                                                                        |
| 16-11-2018                                                             | Londra                                                                 | Brasile                                                                | 1 – 0                                                                  | Uruguay                                                                | Amichevole                                                             | -                                                                      |                                                                        |
| 20-11-2018                                                             | Saint-Denis                                                            | Francia                                                                | 1 – 0                                                                  | Uruguay                                                                | Amichevole                                                             | -                                                                      |                                                                        |
| 22-3-2019                                                              | Nanning                                                                | Uzbekistan                                                             | 0 – 3                                                                  | Uruguay                                                                | Amichevole                                                             | -                                                                      | 61’                                                                    |
| 7-6-2019                                                               | Montevideo                                                             | Uruguay                                                                | 3 – 0                                                                  | Panama                                                                 | Amichevole                                                             | -                                                                      |                                                                        |
| 16-6-2019                                                              | Belo Horizonte                                                         | Uruguay                                                                | 4 – 0                                                                  | Ecuador                                                                | Coppa America 2019 - 1º turno                                          | -                                                                      |                                                                        |
| 20-6-2019                                                              | Porto Alegre                                                           | Uruguay                                                                | 2 – 2                                                                  | Giappone                                                               | Coppa America 2019 - 1º turno                                          | -                                                                      | 28’                                                                    |
| 7-9-2019                                                               | San Jose                                                               | Costa Rica                                                             | 1 – 2                                                                  | Uruguay                                                                | Amichevole                                                             | -                                                                      | 82’                                                                    |
| 12-10-2019                                                             | Montevideo                                                             | Uruguay                                                                | 1 – 0                                                                  | Perù                                                                   | Amichevole                                                             | -                                                                      | 79’                                                                    |
| 15-10-2019                                                             | Lima                                                                   | Perù                                                                   | 1 – 1                                                                  | Uruguay                                                                | Amichevole                                                             | -                                                                      | 46’                                                                    |
| 15-11-2019                                                             | Budapest                                                               | Ungheria                                                               | 1 – 2                                                                  | Uruguay                                                                | Amichevole                                                             | -                                                                      | 68’                                                                    |
| 18-11-2019                                                             | Tel Aviv                                                               | Argentina                                                              | 2 – 2                                                                  | Uruguay                                                                | Amichevole                                                             | -                                                                      | 56’                                                                    |
| Totale                                                                 |                                                                        | Presenze                                                               | 24                                                                     |                                                                        | Reti                                                                   | 0                                                                      |                                                                        |

## Palmarès

### Club

#### Competizioni nazionali
- Coppa di Scozia: 1

Celtic: 2019-2020